# Slaget vid Ostrołęka (1807)
Slaget vid Ostrołęka ägde rum den 16 februari 1807 under fjärde koalitionskriget. Slaget stod mellan  franska och ryska vid staden Ostrołęka i dåvarande Preussen. Striderna slutade med att de ryska trupperna besegrades av fransmännen och tvingades retirera österut. De svåra väderförhållandena tvingade emellertid båda parter att gå i vinterläger efter slaget.

## Slaget
Tidigt den 16 februari ankom den franske generalen Maxime Gazan med en del av sin division. Klockan nio på förmiddagen möttes han av en rysk fiendestyrka på vägen till Nowogrod och attackerade dem och fick dem att fly. Samtidigt attackerade en rysk armé staden Ostrołęka. François Frédéric Campana med en brigad från Gazans division och François Amable Ruffin med en brigad från Nicolas Charles Oudinots division försvarade staden. Ryssarna anföll med flera kolonner för att erövra staden. Men fransmännen lät ryssarna avancera halvvägs genom gatorna innan de anföll. Då var gatorna redan fyllda med döda ryssar. Ryssarna övergav staden och tog upp positioner på kullar utanför staden. 
Oudinot och Louis Gabriel Suchet kom vid lunchtid till staden med förstärkningar. Efter stort kanonbombardemang från fransmännens sida marscherade hela den franska styrkan mot den ryska styrkan. Oudinot lyckades med ett mycket välplanerat kavallerianfall som gav de ryska styrkorna stora förluster. Skottväxlingen var mycket hård och ryssarna försökte hela tiden bryta hål i fransmännens linje, men slogs tillbaka. 

## Resultat
Dagen efter hade den ryska styrkan delats upp i mindre grupper. De ryska förlusterna uppgick till 1 300 döda och 1 200 sårade, däribland många officerare. 7 kanoner och två fanor hade också gått förlorade. Fransmännens förluster var betydligt lindrigare med endast 60 döda och 400 sårade. 